# Louis Armstrong Plays W.C. Handy
Louis Armstrong Plays W.C.Handy — студийный альбом Луи Армстронга, в котором он исполняет песни Уильяма Кристофера Хэнди.

## История альбома
Альбом был записан в 1954 году. В издание альбома 1997 года были включены новые песни.

## Список композиций
Слова и музыка всех песен — У. К. Хэнди.
| №  | Название                         | Длительность |
| -- | -------------------------------- | ------------ |
| 1. | «St. Louis Blues»                | 8:50         |
| 2. | «Yellow Dog Blues»               | 4:16         |
| 3. | «Lovelles Love»                  | 4:28         |
| 4. | «Aunt Hagar's Blues»             | 4:57         |
| 5. | «Long Gone (From Bowling Green)» | 5:08         |

| №   | Название                                           | Длительность |
| --- | -------------------------------------------------- | ------------ |
| 6.  | «Memphis Blues»                                    | 2:59         |
| 7.  | «Beale Street Blues»                               | 4:56         |
| 8.  | «Ole Miss Blues»                                   | 3:25         |
| 9.  | «Chantez Les Bas (Sing 'Em Low)»                   | 4:48         |
| 10. | «Hesitating Blues»                                 | 5:20         |
| 11. | «Atlanta Blues (Make Me One Pallet on Your Floor)» | 4:33         |

| №  | Название                                      | Длительность |
| -- | --------------------------------------------- | ------------ |
| 1. | «George Avakian's Interview with W. C. Handy» | 2:44         |
| 2. | «Loveless Love»                               | 5:55         |
| 3. | «Hesitating Blues»                            | 5:38         |
| 4. | «Alligator Story»                             | 0:47         |
| 5. | «Long Gone (From Bowling Green»               | 7:53         |

### Участники записи
- Луи Армстронг — труба, вокал
- Барни Бигард — кларнет
- Баррет Димс — ударные
- Билли Кайл — пианино
- Трумми Янг — тромбон
- Велма Миддлтон — вокал
- Арвел Шоу — контрабас